# 荒人手記
《荒人手記》，為臺灣作家朱天文創作的首部長篇小說，於1994年2月23日完成，同年出版，並獲得當年第一屆時報文學百萬小說獎首獎。目前已被翻譯成英文（1999年）、日文（2006年）、德文（2011年）及韓文（2013年）四種譯本。 
此書以男同性戀情慾為題材，採第一人稱敘事的手記形式書寫。內容描寫男同性戀者小韶到日本參加摯友阿堯的葬禮，於參加葬禮的過程中，敘事者回顧其前半生，以懺情的姿態追憶他與八位情人之間的情愛糾葛，以及對情慾與生死的觀察心得。

## 小說簡介
小說以一位正值盛年的陰性男同志小韶為敘事者，自述其在好友阿堯因愛滋過世後，回顧己身過去追求感官享樂，在城市間遊走，終至無感卻渴望安定的生命歷程。全書以手記形式刻劃男同志間的私密關係，以打破結構的形式，突破語言及時空限制，挑戰男性書寫美學的既定成規。嵌入大量細節感官書寫與文化符碼，呈現現代都會頹廢縱慾的時代風貌。書中「荒人」節制情慾、淡泊物欲，唯獨耽溺於文字，雖通達各種文化論述與典故，於其身卻無所依憑，形成一種文字的漂流迭盪之感。

## 創作背景
《荒人手記》的前身為一部探討女性情色問題之長篇小說《日神的後裔》，原初衷為構思「觸角遍及台北、台灣、古今中外，歷史、神話的女性故事」，於1992年間已發表數章，卻在寫五萬字後作廢。恰逢朱天文一位男同性戀友人陷入低潮期，作者成為其唯一的傾訴對象。1992年10月，朱天文開始創作《荒人手記》，並改以「同性戀」角度將前作未完成部分移植至此。而此書原題為《寂寞之鄉》，後來改成《航向色情烏托邦》，完稿投寄前才正式定名為現在的《荒人手記》。

## 評論
1994年2月23日完成全書，同年出版，並於6月獲得第一屆時報文學百萬小說獎正獎。小說以私密性的「手記」形式呈現，常被視為「後現代小說」。
由於作品涉及面向廣泛，因此歷來研究者的評論角度亦十分多元，包含寫作技巧、同志議題、張愛玲與胡蘭成對朱天文的影響、以及國族身分認同等；大抵可以歸納為書寫形式和內在理路兩大範疇。
有關書寫形式的評論，李喬在時報文學百萬小說獎決審會議中便提出，就小說本身而論，（本書）不必要的敘述可能太多了一點，令人感到結構上的不完整……；蔡源煌則認為《荒人手記》的書寫形式擺盪在小說和論文的模稜兩可之間。兩人的觀點均顯示這部作品的形式和體例特殊之處。
另一方面，針對小說的內在理路和主旨，施淑表示，這部具有高度私密性的「手記」，敘事者的故事是關於生命和生活的「文字煉金術」，因此要探討這部作品的意義，除了作者所傳達的訊息和訴求，更重要的是作品本身實際表現和完成的東西。小說以「我」為敘述者，具有一定程度的自我指涉，藉著同性戀的特殊性，表達個人對情色愛慾的獨特看法，是作者個人的人生觀、情愛觀，及對現實生活痕跡的觀點，誠如論者王德威所言：「瀰漫小說中的情色慾望，其實是轉嫁了她當年的政治慾望。而兩者基本上都是美化了的詩學慾望。」
表面看來，小說內容和主題是關於同志身分認同的掙扎，紀大偉認為朱天文筆下孤獨的「荒人」，是徘徊在「狂野又荒涼」的同志世界裡，內心絕望空虛的一群人，亦即未分化、無差別的同質同性戀者。然而「荒人」對情慾的否定態度與擁護主流異性戀價值的傾向貫穿全書，使得本書是否足以代表同志群體的聲音備受質疑。對此，朱天文在其得獎感言〈奢靡的實踐〉中自我表白：「結果寫長篇，變成了對現狀難以忍受的逃脫。放棄溝通也好，拒絕勢之所趨也好，這樣的人，在這部 小說中以一名男同性戀者出現，但更多的時候，他可能更多屬於一種人類——荒 人。」 故而這部作品或可視為朱天文以同志身分在社會中的邊緣性為媒介，傳達其面對解嚴後多元論述發聲的台灣，外省保守勢力不再的焦慮。
文學評論家黃錦樹認為《荒人手記》為朱天文繼《世紀末的華麗》之後，走出三三集刊的大觀園，以都會作為場景的「後四十回」作品，然其思想仍帶有早期致力於復興中國傳統文化的影子，是朱天文對她的老師（也是昔日三三的精神領袖）—胡蘭成的致敬之作。   